# Gran Premi d'Alemanya del 1997
Resultats del Gran Premi d'Alemanya de Fórmula 1 de la temporada 1997, disputat al circuit de Hockenheimring el 27 de juliol del 1997.

## Resultats
| Pos | No | Pilot                 | Equip                 | Voltes | Temps/ Retirada   | Pos. de sortida | Punts |
| --- | -- | --------------------- | --------------------- | ------ | ----------------- | --------------- | ----- |
| 1   | 8  | Gerhard Berger        | Benetton - Renault    | 45     | 1h 20' 59. 046    | 1               | 10    |
| 2   | 5  | Michael Schumacher    | Ferrari               | 45     | + 17.527 s        | 4               | 6     |
| 3   | 9  | Mika Häkkinen         | McLaren - Mercedes    | 45     | + 24.770 s        | 3               | 4     |
| 4   | 14 | Jarno Trulli          | Prost - Mugen - Honda | 45     | + 27.165 s        | 11              | 3     |
| 5   | 11 | Ralf Schumacher       | Jordan - Peugeot      | 45     | + 29.995 s        | 7               | 2     |
| 6   | 7  | Jean Alesi            | Benetton - Renault    | 45     | + 34.717 s        | 6               | 1     |
| 7   | 15 | Shinji Nakano         | Prost - Mugen - Honda | 45     | + 1' 19.722 min.  | 17              |       |
| 8   | 1  | Damon Hill            | Arrows - Yamaha       | 44     | + 1 Volta         | 13              |       |
| 9   | 17 | Norberto Fontana      | Sauber - Petronas     | 44     | + 1 Volta         | 18              |       |
| 10  | 18 | Jos Verstappen        | Tyrrell - Ford        | 44     | + 1 Volta         | 20              |       |
| 11  | 12 | Giancarlo Fisichella  | Jordan - Peugeot      | 40     | + 5 Voltes        | 2               |       |
| Ret | 22 | Rubens Barrichello    | Stewart - Ford        | 33     | Motor             | 12              |       |
| Ret | 19 | Mika Salo             | Tyrrell - Ford        | 33     | Embragatge        | 19              |       |
| Ret | 3  | Jacques Villeneuve    | Williams - Renault    | 33     | Virolla           | 9               |       |
| Ret | 23 | Jan Magnussen         | Stewart - Ford        | 27     | Motor             | 15              |       |
| Ret | 20 | Ukyo Katayama         | Minardi - Hart        | 23     | Sense combustible | 22              |       |
| Ret | 16 | Johnny Herbert        | Sauber - Petronas     | 8      | Accident          | 14              |       |
| Ret | 2  | Pedro Diniz           | Arrows - Yamaha       | 8      | Accident          | 16              |       |
| Ret | 10 | David Coulthard       | McLaren - Mercedes    | 1      | Transmissió       | 8               |       |
| Ret | 4  | Heinz Harald Frentzen | Williams - Renault    | 1      | Col·lisió         | 5               |       |
| Ret | 6  | Eddie Irvine          | Ferrari               | 1      | Col·lisió         | 10              |       |
| Ret | 21 | Tarso Marques         | Minardi - Hart        | 0      | Caixa canvi       | 21              |       |

## Altres
- Pole: Gerhard Berger 1' 41. 873

- Volta ràpida: Gerhard Berger 1' 45. 747 (a la volta 9)